# Vasaloppet 1961
Vasaloppet 1961 avgjordes den 5 mars 1961, och var den 38:e upplagan av Vasaloppet. Loppet startades för första gången i Berga By. Starten hade flyttas från inne i Sälen. Det blev rekordtider. För första gången gick segraren under fem timmar. Vinnare blev David Johansson från Delsbo på 4:45:10.

## Resultat
Not: Pl = Placering, Nr = Startnummer, Tid = Sluttid
| Pl. | Nr | Namn             | Klubb/Land  | Tid     | Diff    |
| --- | -- | ---------------- | ----------- | ------- | ------- |
| 1   |    | David Johansson  | Delsbo IF   | 4:45:10 | + 00.00 |
| 2   |    | Sture Grahn      | Lycksele IF | 4:50:22 | + 05.12 |
| 3   |    | John Erik Eggens | Lima IF     | 4:51:46 | + 06.36 |